# Filmjahr 2006
Liste der Filmjahre

◄◄ | ◄ | 2002 | 2003 | 2004 | 2005 | Filmjahr 2006 | 2007 | 2008 | 2009 | 2010 | ► | ►►

Weitere Ereignisse

## Top 10 der erfolgreichsten Filme

### In Deutschland
Die zehn erfolgreichsten Filme an den deutschen Kinokassen nach Besucherzahlen (Stand: 23. August 2011):
| Platz | Filmtitel                                      | Besucher  |
| ----- | ---------------------------------------------- | --------- |
| 1.    | Ice Age 2: Jetzt taut’s                        | 8.747.409 |
| 2.    | Pirates of the Caribbean – Fluch der Karibik 2 | 7.228.089 |
| 3.    | The Da Vinci Code – Sakrileg                   | 5.638.982 |
| 4.    | Das Parfum – Die Geschichte eines Mörders      | 5.596.205 |
| 5.    | James Bond 007: Casino Royale                  | 5.456.165 |
| 6.    | Deutschland. Ein Sommermärchen                 | 3.992.056 |
| 7.    | 7 Zwerge – Der Wald ist nicht genug            | 3.580.591 |
| 8.    | Ab durch die Hecke                             | 3.415.695 |
| 9.    | Nachts im Museum                               | 3.122.678 |
| 10.   | Der Teufel trägt Prada                         | 2.991.300 |

### In Österreich
Die zehn erfolgreichsten Filme an den österreichischen Kinokassen nach Besucherzahlen (Stand: August 2007):
| Platz | Filmtitel                                      | Besucher  |
| ----- | ---------------------------------------------- | --------- |
| 1.    | Ice Age 2: Jetzt taut’s                        | 1.197.007 |
| 2.    | Pirates of the Caribbean – Fluch der Karibik 2 | 882.087   |
| 3.    | The Da Vinci Code – Sakrileg                   | 739.337   |
| 4.    | Das Parfum – Die Geschichte eines Mörders      | 598.884   |
| 5.    | James Bond 007: Casino Royale                  | 586.403   |
| 6.    | 7 Zwerge – Der Wald ist nicht genug            | 477.891   |
| 7.    | Ab durch die Hecke                             | 418.874   |
| 8.    | Der Teufel trägt Prada                         | 409.098   |
| 9.    | Cars                                           | 396.010   |
| 10.   | Nachts im Museum                               | 346.702   |

### In den Vereinigten Staaten
Die zehn erfolgreichsten Filme an den US-amerikanischen Kinokassen nach Einspielergebnis in US-Dollar (Stand: 23. August 2011):
| Platz | Filmtitel                                      | Einnahmen     |
| ----- | ---------------------------------------------- | ------------- |
| 1.    | Pirates of the Caribbean – Fluch der Karibik 2 | $ 423.315.812 |
| 2.    | Nachts im Museum                               | $ 250.863.268 |
| 3.    | Cars                                           | $ 244.082.982 |
| 4.    | X-Men: Der letzte Widerstand                   | $ 234.362.462 |
| 5.    | The Da Vinci Code – Sakrileg                   | $ 217.536.138 |
| 6.    | Superman Returns                               | $ 200.081.192 |
| 7.    | Happy Feet                                     | $ 198.000.317 |
| 8.    | Ice Age 2: Jetzt taut’s                        | $ 195.330.621 |
| 9.    | James Bond 007: Casino Royale                  | $ 167.445.960 |
| 10.   | Das Streben nach Glück                         | $ 163.566.459 |

### Weltweit
Die zehn weltweit erfolgreichsten Filme nach Einspielergebnis in US-Dollar (Stand: 23. August 2011):
| Platz | Filmtitel                                      | Einnahmen       |
| ----- | ---------------------------------------------- | --------------- |
| 1.    | Pirates of the Caribbean – Fluch der Karibik 2 | $ 1.066.179.725 |
| 2.    | The Da Vinci Code – Sakrileg                   | $ 758.239.851   |
| 3.    | Ice Age 2: Jetzt taut’s                        | $ 655.388.158   |
| 4.    | James Bond 007: Casino Royale                  | $ 594.239.066   |
| 5.    | Nachts im Museum                               | $ 574.480.841   |
| 6.    | Cars                                           | $ 461.983.149   |
| 7.    | X-Men: Der letzte Widerstand                   | $ 459.359.555   |
| 8.    | Mission: Impossible III                        | $ 397.850.012   |
| 9.    | Superman Returns                               | $ 391.081.192   |
| 10.   | Happy Feet                                     | $ 384.335.608   |

## Filmpreise

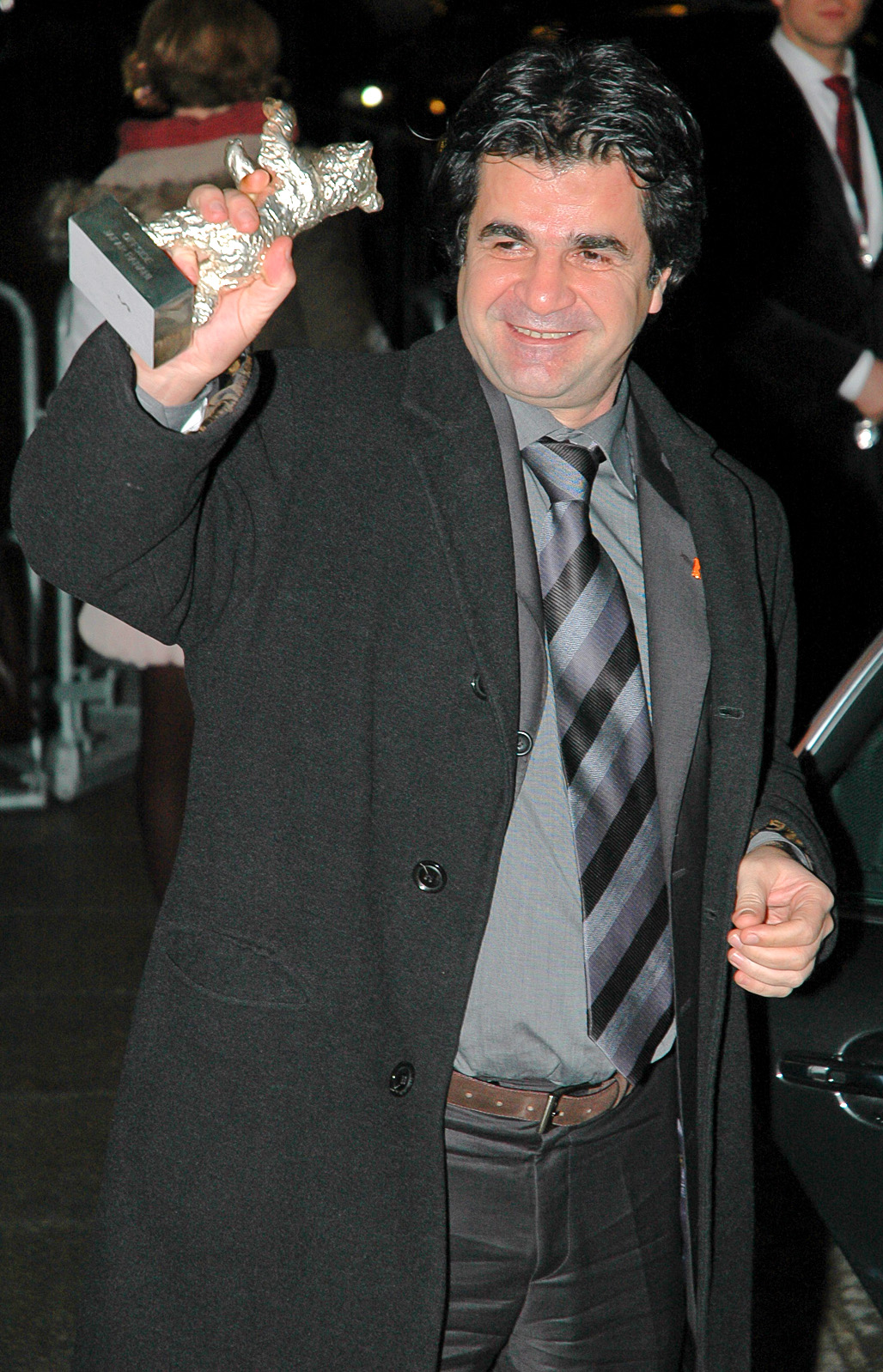
Jafar Panahi mit seinem gewonnenen Silbernen Bären für Offside

### Berlinale
- Goldener Bär: Esmas Geheimnis – Grbavica – Regie: Jasmila Žbanić
- Großer Preis der Jury: Eine Soap – Regie: Pernille Fischer Christensen und Offside von Jafar Panahi
- Beste Regie: Michael Winterbottom und Mat Whitecross für The Road to Guantanamo
- Bester Hauptdarsteller: Moritz Bleibtreu in Elementarteilchen
- Beste Hauptdarstellerin: Sandra Hüller in Requiem

Vollständige Liste der Preisträger

### Cannes
- Goldene Palme: The Wind That Shakes the Barley von Ken Loach
- Großer Preis der Jury: Flandres von Bruno Dumont
- Beste Regie: Alejandro González Iñárritu (Babel)
- Bester Hauptdarsteller: Jamel Debbouze, Sami Bouajila, Roschdy Zem und Samy Naceri für Tage des Ruhms
- Beste Hauptdarstellerin: Penélope Cruz, Carmen Maura, Lola Dueñas und Blanca Portillo für Volver – Zurückkehren
- Bestes Drehbuch: Pedro Almodóvar (Volver – Zurückkehren)

Vollständige Liste der Preisträger

### Venedig
- Goldener Löwe: Still Life von Jia Zhangke
- Beste Regie: Alain Resnais für Herzen
- Bester Schauspieler: Ben Affleck für Die Hollywood-Verschwörung
- Beste Schauspielerin: Helen Mirren für Die Queen
- Spezialpreis der Jury: Daratt von Mahamat-Saleh Haroun

Vollständige Liste der Preisträger

### Oscar
- Bester Film: L.A. Crash
- Bester Regisseur: Ang Lee (Brokeback Mountain)
- Beste Hauptdarstellerin: Reese Witherspoon (Walk the Line)
- Bester Hauptdarsteller: Philip Seymour Hoffman (Capote)
- Bester fremdsprachiger Film: Tsotsi (Südafrika)

Vollständige Liste der Preisträger

### Golden Globe Award
- Bester Film (Drama): Brokeback Mountain
- Bester Film (Komödie/Musical): Walk the Line
- Bester Regisseur: Ang Lee (Brokeback Mountain)
- Beste Hauptdarstellerin (Drama): Felicity Huffman (Transamerica)
- Beste Hauptdarstellerin (Komödie/Musical): Reese Witherspoon (Walk the Line)
- Bester Hauptdarsteller (Drama): Philip Seymour Hoffman (Capote)
- Bester Hauptdarsteller (Komödie/Musical): Joaquín Phoenix (Walk the Line)
- Bester fremdsprachiger Film: Paradise Now (Palästina)

Vollständige Liste der Preisträger

### Deutscher Filmpreis
- Bester Film: Das Leben der Anderen
- Bester Regisseur: Florian Henckel von Donnersmarck (Das Leben der Anderen)
- Bester Hauptdarsteller: Ulrich Mühe (Das Leben der Anderen)
- Beste Hauptdarstellerin: Sandra Hüller (Requiem)

Vollständige Liste der Preisträger

### Europäischer Filmpreis
- Bester Film: Das Leben der Anderen von Florian Henckel von Donnersmarck
- Beste Regie: Pedro Almodóvar für Volver – Zurückkehren
- Bester Darsteller: Ulrich Mühe für Das Leben der Anderen
- Beste Darstellerin: Penélope Cruz für Volver – Zurückkehren

Vollständige Liste der Preisträger

### César
- Bester Film: Der wilde Schlag meines Herzens
- Bester Regisseur: Jacques Audiard für Der wilde Schlag meines Herzens
- Bester Hauptdarsteller: Michel Bouquet in Letzte Tage im Elysée
- Beste Hauptdarstellerin: Nathalie Baye in Eine fatale Entscheidung
- Bester ausländischer Film: Million Dollar Baby von Clint Eastwood

Vollständige Liste der Preisträger

### British Academy Film Award
- Bester Film: Brokeback Mountain
- Beste Regie: Ang Lee für Brokeback Mountain
- Bester Hauptdarsteller: Philip Seymour Hoffman für Capote
- Beste Hauptdarstellerin: Reese Witherspoon für Walk the Line
- Bester nicht-englischsprachiger Film: Der wilde Schlag meines Herzens von Jacques Audiard

Vollständige Liste der Preisträger

### Sundance
- Großer Preis der Jury: Quinceañera von Richard Glatzer und Wash Westmoreland
- Beste Regie (Spielfilm): Dito Montiel für A Guide to Recognizing Your Saints
- Beste Regie (Dokumentarfilm): James Longley für Iraq in Fragments

Vollständige Liste der Preisträger

### Bayerischer Filmpreis
Die Verleihung des Bayerischen Filmpreises 2005 fand am 13. Januar 2006 statt.
- Beste Produktion: Sophie Scholl – Die letzten Tage
- Beste Darstellerin: Nina Hoss in Die weiße Massai
- Bester Darsteller: Ulrich Mühe in Das Leben der Anderen
- Beste Nachwuchsdarstellerin: Sandra Hüller in Requiem
- Bester Nachwuchsdarsteller: Max Riemelt in Der Rote Kakadu
- Beste Regie: Andreas Dresen für Sommer vorm Balkon
- Ehrenpreis: Maximilian Schell

### New York Film Critics Circle Award
- Bester Film: Flug 93 von Paul Greengrass
- Beste Regie: Martin Scorsese für Departed – Unter Feinden
- Bester Hauptdarsteller: Forest Whitaker in Der letzte König von Schottland – In den Fängen der Macht
- Beste Hauptdarstellerin: Helen Mirren in Die Queen
- Bester Nebendarsteller: Jackie Earle Haley in Little Children
- Beste Nebendarstellerin: Jennifer Hudson in Dreamgirls
- Beste Kamera: Guillermo Navarro für Pans Labyrinth
- Bester ausländischer Film: Armee im Schatten von Jean-Pierre Melville

### National Board of Review
- Bester Film: Letters from Iwo Jima von Clint Eastwood
- Beste Regie: Martin Scorsese für Departed – Unter Feinden
- Bester Hauptdarsteller: Forest Whitaker in Der letzte König von Schottland
- Beste Hauptdarstellerin: Helen Mirren in Die Queen
- Bester Nebendarsteller: Djimon Hounsou in Blood Diamond
- Beste Nebendarstellerin: Catherine O’Hara in Es lebe Hollywood
- Bestes Schauspielensemble: Departed – Unter Feinden von Martin Scorsese
- Bester fremdsprachiger Film: Volver – Zurückkehren von Pedro Almodóvar

### Los Angeles Film Critics Association Awards
- Bester Film: Letters from Iwo Jima von Clint Eastwood
- Beste Regie: Paul Greengrass für Flug 93
- Bester Hauptdarsteller: Sacha Baron Cohen in Borat und Forest Whitaker in Der letzte König von Schottland
- Beste Hauptdarstellerin: Helen Mirren in Die Queen
- Bester Nebendarsteller: Michael Sheen in Die Queen
- Beste Nebendarstellerin: Luminiţa Gheorghiu in Der Tod des Herrn Lazarescu
- Bester fremdsprachiger Film: Das Leben der Anderen von Florian Henckel von Donnersmarck

### Jupiter
- Bester Film international: Million Dollar Baby von Clint Eastwood
- Bester deutscher Film: Sophie Scholl – Die letzten Tage von Marc Rothemund
- Bester Regisseur international: Clint Eastwood für Million Dollar Baby
- Bester deutscher Regisseur: Marc Rothemund für Sophie Scholl – Die letzten Tage
- Bester Darsteller international: Jamie Foxx in Ray
- Bester deutscher Darsteller: Benno Fürmann in Merry Christmas
- Beste Darstellerin international: Hilary Swank in Million Dollar Baby
- Beste deutsche Darstellerin: Julia Jentsch in Sophie Scholl – Die letzten Tage

### Weitere Filmpreise und Auszeichnungen
- AFI Life Achievement Award: Sean Connery
- Amanda: Free Jimmy von Christopher Nielsen (Bester norwegischer Film), Walk the Line von James Mangold (Bester ausländischer Film)
- American Society of Cinematographers Award: Emmanuel Lubezki für Children of Men
- Australian Film Institute Award: 10 Kanus, 150 Speere und 3 Frauen von Rolf de Heer (Bester australischer Film)
- Bodil: Totschlag – Im Teufelskreis der Gewalt von Per Fly
- Böhmischer Löwe: Ich habe den englischen König bedient von Jiří Menzel
- Boston Society of Film Critics Awards: Brokeback Mountain von Ang Lee
- Festival Internacional de Cine de Mar del Plata: Noticias lejanas von Ricardo Benet
- British Independent Film Awards: This Is England (Bester britischer Film) und Caché (Bester ausländischer Film)
- Brussels International Fantastic Film Festival: Adams Äpfel von Anders Thomas Jensen
- Chlotrudis Awards: Capote von Bennett Miller
- Copenhagen International Film Festival: A fost sau n-a fost? von Corneliu Porumboiu
- David di Donatello: Der Italiener (Bester italienischer Film) und L.A. Crash (Bester ausländischer Film)
- Deutscher Kritikerpreis: Maximilian Brückner
- Directors Guild of America Award: Ang Lee für Brokeback Mountain, Clint Eastwood (Lebenswerk)
- Ernst-Lubitsch-Preis: Andreas Dresen für Sommer vorm Balkon
- Evening Standard British Film Award: Der ewige Gärtner von Fernando Meirelles
- Filmpreis des Nordischen Rates: Zozo von Josef Fares
- 26. Genie Awards: C.R.A.Z.Y. – Verrücktes Leben von Jean-Marc Vallée
- Gilde-Filmpreis: Wie im Himmel von Kay Pollak (Bester ausländischer Film), Das Leben der Anderen von Florian Henckel von Donnersmarck (Bester deutscher Film)
- Goldener Frosch: Guillermo Navarro für Pans Labyrinth
- Goldener Prometheus: Knallhart von Detlev Buck
- Goldenes Kalb: Black Book
- Goldener Leopard: Das Fräulein von Andrea Štaka
- Gotham Awards: Half Nelson von Ryan Fleck
- Goya 2006: Das geheime Leben der Worte von Isabel Coixet
- Independent Spirit Awards 2006: Brokeback Mountain von Ang Lee (Bester Film) und Paradise Now von Hany Abu-Assad (Bester ausländischer Film)
- Internationaler Literaturfilmpreis: Wahre Lügen von Atom Egoyan
- Japanese Academy Awards: Always san-chōme no yūhi von Takashi Yamazaki
- Louis-Delluc-Preis: Lady Chatterley von Pascale Ferran
- Max-Ophüls-Preis: Schläfer von Benjamin Heisenberg
- MTV Movie Awards: Die Hochzeits-Crasher von David Dobkin
- National Society of Film Critics Award: Capote von Bennett Miller
- Political Film Society Award für Demokratie: Sophie Scholl – Die letzten Tage von Marc Rothemund
- Political Film Society Award für Frieden: Merry Christmas von Christian Carion
- Political Film Society Award für Menschenrechte: Babel von Alejandro González Iñárritu und Der letzte König von Schottland – In den Fängen der Macht von Kevin Macdonald
- Polnischer Filmpreis: Der Gerichtsvollzieher von Feliks Falk (Bester polnischer Film), My Summer of Love von Paweł Pawlikowski (Bester europäischer Film)
- Preis der deutschen Filmkritik: Requiem von Hans-Christian Schmid
- Premio Ariel: Mezcal von Ignacio Ortiz (Bester mexikanischer Film), Sumas y restas von Victor Gaviria (Bester lateinamerikanischer Film)
- Prix Lumières: Der wilde Schlag meines Herzens von Jacques Audiard
- Robert: Adams Äpfel von Anders Thomas Jensen (Bester dänischer Film), Der Untergang von Oliver Hirschbiegel (Bester ausländischer Film ohne USA), Sideways von Alexander Payne (Bester US-amerikanischer Film)
- Festival Internacional de Cine de Donostia-San Sebastián: Half Moon von Bahman Ghobadi (Goldene Muschel)
- Satellite Awards: Departed – Unter Feinden (Bester Film/Drama) und Dreamgirls (Bester Film/Komödie-Musical)
- Schweizer Filmpreis: Mein Name ist Eugen von Michael Steiner
- Screen Actors Guild Awards: Philip Seymour Hoffman für Capote und Reese Witherspoon für Walk the Line; Preis für das Lebenswerk: Shirley Temple
- Internationales Filmfestival Shanghai: Vier Minuten von Chris Kraus
- Nastro d’Argento: Romanzo criminale von Michele Placido und Million Dollar Baby von Clint Eastwood
- Toronto International Film Festival: Bella von Alejandro Gomez Monteverde (Publikumspreis)
- Undine Award: Sergej Moya in Keller – Teenage Wasteland (Bester Hauptdarsteller), Jördis Triebel in Emmas Glück (Beste Hauptdarstellerin)
- Vancouver International Film Festival: Das Leben der Anderen von Florian Henckel von Donnersmarck
- Internationales Filmfestival Warschau: Das Leben der Anderen von Florian Henckel von Donnersmarck (Publikumspreis)
- Wiener Filmpreis: Kurz davor ist es passiert von Anja Salomonowitz
- Writers Guild of America Award: L.A. Crash von Paul Haggis und Robert Moresco (Bestes Originaldrehbuch), Brokeback Mountain von Larry McMurtry und Diana Ossana (Bestes adaptiertes Drehbuch)

## Geburtstage
- 09. Februar: Xari Wimbauer, deutscher Schauspieler

- 01. März: Claude Heinrich, deutscher Schauspieler und Synchronsprecher
- 12. März: Lee Re, südkoreanische Schauspielerin
- 07. April: Jacob Lee Seeliger, deutscher Schauspieler

- 29. April: Xochitl Gomez, US-amerikanische Schauspielerin

- 25. Juni: Mckenna Grace, US-amerikanische Schauspielerin, Synchronsprecherin und Sängerin

- 30. September: Lola Höller, deutsche Schauspielerin

- 05. Oktober: Jacob Tremblay, kanadischer Schauspieler

Datum unbekannt:
- Phoebe Austen, britische Schauspielerin und Theaterschauspielerin
- Leni Deschner, deutsche Schauspielerin
- Eline Doenst, deutsche Schauspielerin
- Emilia Packard, deutsche Schauspielerin
- Ron Antony Renzenbrink, deutscher Schauspieler
- Loris Sichrovsky, deutscher Schauspieler
- Nevio Wendt, deutscher Schauspieler
- Helena Yousefi, deutsche Schauspielerin

## Verstorbene

### Januar bis März
Januar
- 02. Januar: Osa Massen, dänische Schauspielerin (* 1916)
- 03. Januar: Angela Salloker, österreichische Schauspielerin (* 1913)
- 05. Januar: Sophie Heathcote, australische Schauspielerin (* 1972)
- 06. Januar: Leonard J. South, US-amerikanischer Kameramann (* 1913)
- 07. Januar: John Baer, US-amerikanischer Schauspieler (* 1923)
- 09. Januar: Gary Rhine, US-amerikanischer Regisseur (* 1951)
- 12. Januar: Stu Linder, US-amerikanischer Filmeditor (* 1931)
- 14. Januar: Henri Colpi, schweizerischer Regisseur (* 1921)
- 14. Januar: Shelley Winters, US-amerikanische Schauspielerin (* 1920)
- 16. Januar: Douglas Hines, US-amerikanischer Filmeditor (* 1923)
- 19. Januar: Anthony Franciosa, US-amerikanischer Schauspieler (* 1928)
- 19. Januar: Franz Seitz junior, deutscher Produzent, Regisseur und Drehbuchautor (* 1921)
- 21. Januar: Josef Illík, tschechischer Kameramann (* 1919)
- 24. Januar: Chris Penn, US-amerikanischer Schauspieler (* 1965)
- 25. Januar: Moss Mabry, US-amerikanischer Kostümbildner (* 1918)
- 27. Januar: Paul Valentine, US-amerikanischer Schauspieler (* 1929)
- 30. Januar: Paul Clinton, US-amerikanischer Filmkritiker (* 1953)
- 31. Januar: Paul Regina, US-amerikanische Schauspielerin (* 1956)
- 31. Januar: Moira Shearer, britische Schauspielerin (* 1926)

Februar
- 01. Februar: Roy Alon, britischer Stuntman (* 1942)
- 03. Februar: Marquard Bohm, deutscher Schauspieler (* 1941)
- 03. Februar: Walerian Borowczyk, polnischer Regisseur (* 1923)
- 03. Februar: Jean Byron, US-amerikanische Schauspielerin (* 1925)
- 03. Februar: Al Lewis, US-amerikanischer Schauspieler (* 1923)
- 04. Februar: Myron Waldman, US-amerikanischer Trickfilmanimateur (* 1908)
- 05. Februar: Franklin Cover, US-amerikanischer Schauspieler (* 1928)
- 06. Februar: Pedro Gonzalez Gonzalez, US-amerikanischer Schauspieler (* 1925)
- 06. Februar: Esther Sandoval, puerto-ricanische Schauspielerin (* 1928)
- 08. Februar: Ernst Grabbe, deutscher Schauspieler (* 1926)
- 08. Februar: Gigi Parrish, US-amerikanische Schauspielerin (* 1911)
- 10. Februar: Phil Brown, US-amerikanischer Schauspieler (* 1916)
- 13. Februar: Andreas Katsulas, US-amerikanischer Schauspieler (* 1946)
- 14. Februar: Darry Cowl, französischer Schauspieler (* 1925)
- 17. Februar: Paul Carr, US-amerikanischer Schauspieler (* 1934)
- 18. Februar: Richard Bright, US-amerikanischer Schauspieler (* 1937)
- 19. Februar: Erna Lazarus, US-amerikanische Drehbuchautorin (* 1903)
- 20. Februar: Lou Gish, britische Schauspielerin (* 1967)
- 23. Februar: Diane Shalet, US-amerikanische Schauspielerin (* 1934)
- 24. Februar: Don Knotts, US-amerikanischer Schauspieler (* 1924)
- 24. Februar: Dennis Weaver, US-amerikanischer Schauspieler (* 1924)
- 25. Februar: Darren McGavin, US-amerikanischer Schauspieler (* 1922)

März

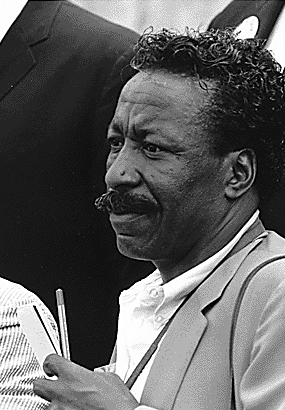
Gordon Parks (1912–2006)

- 01. März: Jack Wild, britischer Schauspieler (* 1952)
- 05. März: Don Oreck, US-amerikanischer Schauspieler (* 1930)
- 06. März: K. Shankar, indischer Regisseur (* 1926)
- 07. März: Elfriede Florin, deutsche Schauspielerin (* 1912)
- 07. März: Gordon Parks, US-amerikanischer Regisseur (* 1912)
- 07. März: Dana Reeve, US-amerikanische Schauspielerin (* 1961)
- 09. März: Bernard Joseph McFadden, US-amerikanischer Schauspieler (* 1946)
- 12. März: Joseph Bova, US-amerikanischer Schauspieler (* 1924)
- 13. März: Maureen Stapleton, US-amerikanische Schauspielerin (* 1925)
- 16. März: Susi Lanner, österreichisch-amerikanische Schauspielerin (* 1911)
- 24. März: Richard Fleischer, US-amerikanischer Regisseur (* 1916)
- 25. März: Tom Toelle, deutscher Regisseur (* 1931)
- 27. März: Peter Brogle, schweizerischer Schauspieler (* 1933)
- 27. März: Dan Curtis, US-amerikanischer Regisseur (* 1928)
- 29. März: Gretchen Rau, US-amerikanische Szenenbildnerin (* 1939)

### April bis Juni
April

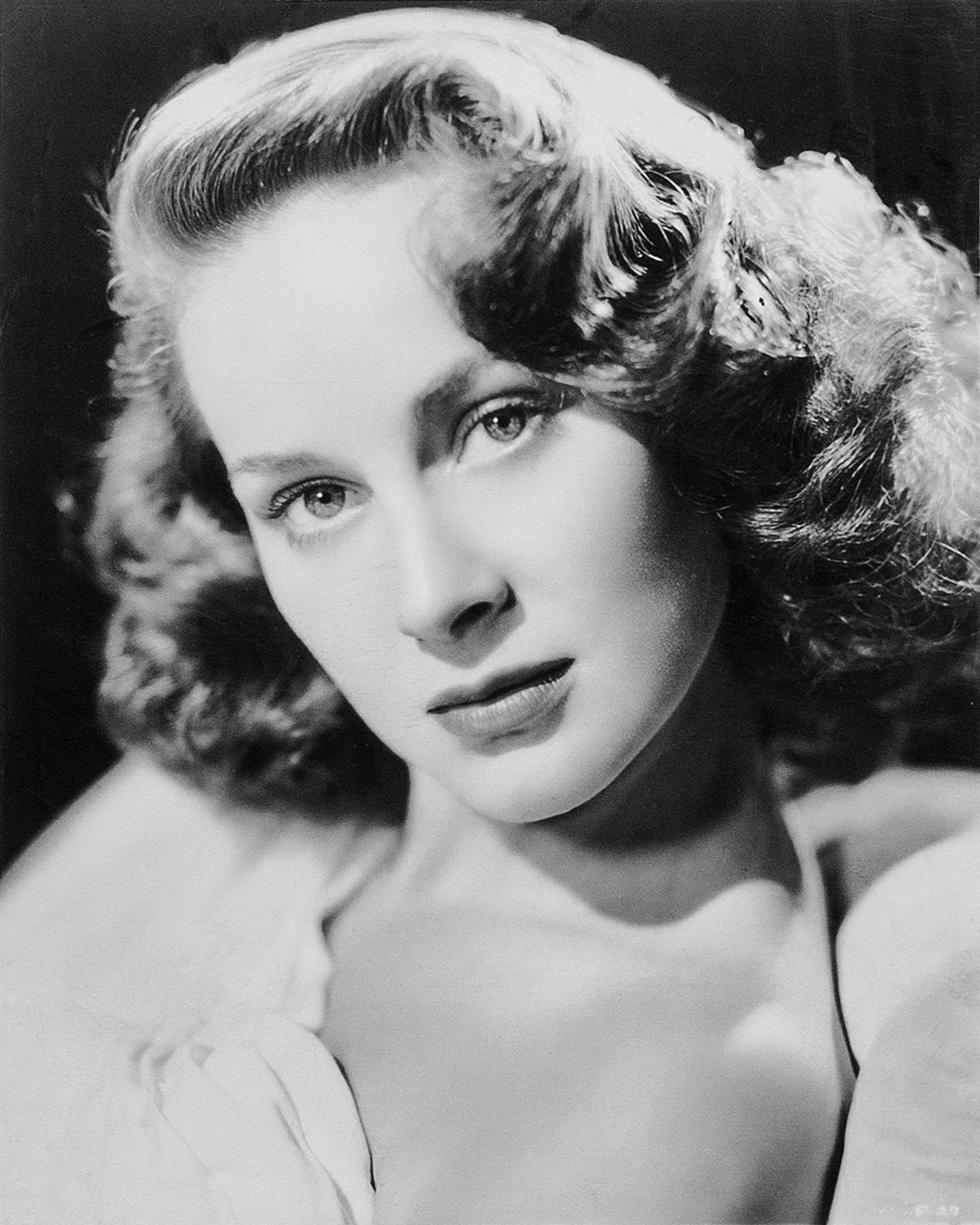
Alida Valli (1921–2006)

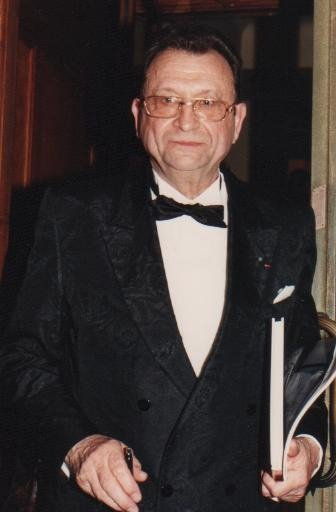
Claude Piéplu (1923–2006)

- 03. April: Frédérique Huydts, niederländische Schauspielerin (* 1967)
- 06. April: Amanda Duff, US-amerikanische Schauspielerin (* 1914)
- 09. April: Vilgot Sjöman, schwedischer Regisseur (* 1924)
- 10. April: Stephen Strimpell, US-amerikanischer Schauspieler (* 1937)
- 12. April: Christiane Maybach, deutsche Schauspielerin und Synchronsprecherin (* 1927)
- 16. April: Brett Goldin, südafrikanischer Schauspieler (* 1977)
- 22. April: Alida Valli, italienische Schauspielerin (* 1921)

Mai
- 05. Mai: Atıf Yılmaz, türkischer Regisseur (* 1925)
- 11. Mai: Byron Morrow, US-amerikanischer Schauspieler (* 1911)
- 10. Mai: Val Guest, britischer Regisseur (* 1911)
- 14. Mai: Paul Marco, US-amerikanischer Schauspieler (* 1925)
- 18. Mai: Takahiro Tamura, japanischer Schauspieler (* 1928)
- 24. Mai: Henry Bumstead, US-amerikanischer Bühnenbildner (* 1915)
- 24. Mai: Claude Piéplu, französischer Schauspieler (* 1923)
- 27. Mai: Paul Gleason, US-amerikanischer Schauspieler (* 1939)
- 28. Mai: Masumi Okada, japanischer Schauspieler (* 1935)
- 29. Mai: Edwin Zbonek, österreichischer Regisseur (* 1928)
- 30. Mai: Shōhei Imamura, japanischer Regisseur (* 1926)
- 30. Mai: Robert Sterling, US-amerikanischer Schauspieler (* 1917)

Juni
- 03. Juni: Sako Cheskija, bulgarischer Regisseur (* 1922)
- 04. Juni: Alec Bregonzi, britischer Schauspieler (* 1930)
- 07. Juni: Ingo Preminger, US-amerikanisch-österreichischer Produzent (* 1911)
- 08. Juni: Robert Donner, US-amerikanischer Schauspieler (* 1931)
- 12. Juni: György Illés, ungarischer Kameramann (* 1914)
- 12. Juni: Rosalind Marquis, US-amerikanische Schauspielerin (* 1915)
- 16. Juni: Arthur Franz, US-amerikanischer Schauspieler (* 1920)
- 18. Juni: Vincent Sherman, US-amerikanischer Regisseur (* 1906)
- 23. Juni: Judith Holzmeister, österreichische Schauspielerin (* 1920)
- 24. Juni: Joaquim Jordà, spanischer Regisseur und Drehbuchautor (* 1935)
- 25. Juni: Kenneth Griffith, britischer Schauspieler (* 1921)
- 29. Juni: Fabián Bielinsky, argentinischer Regisseur (* 1959)

### Juli bis September
Juli

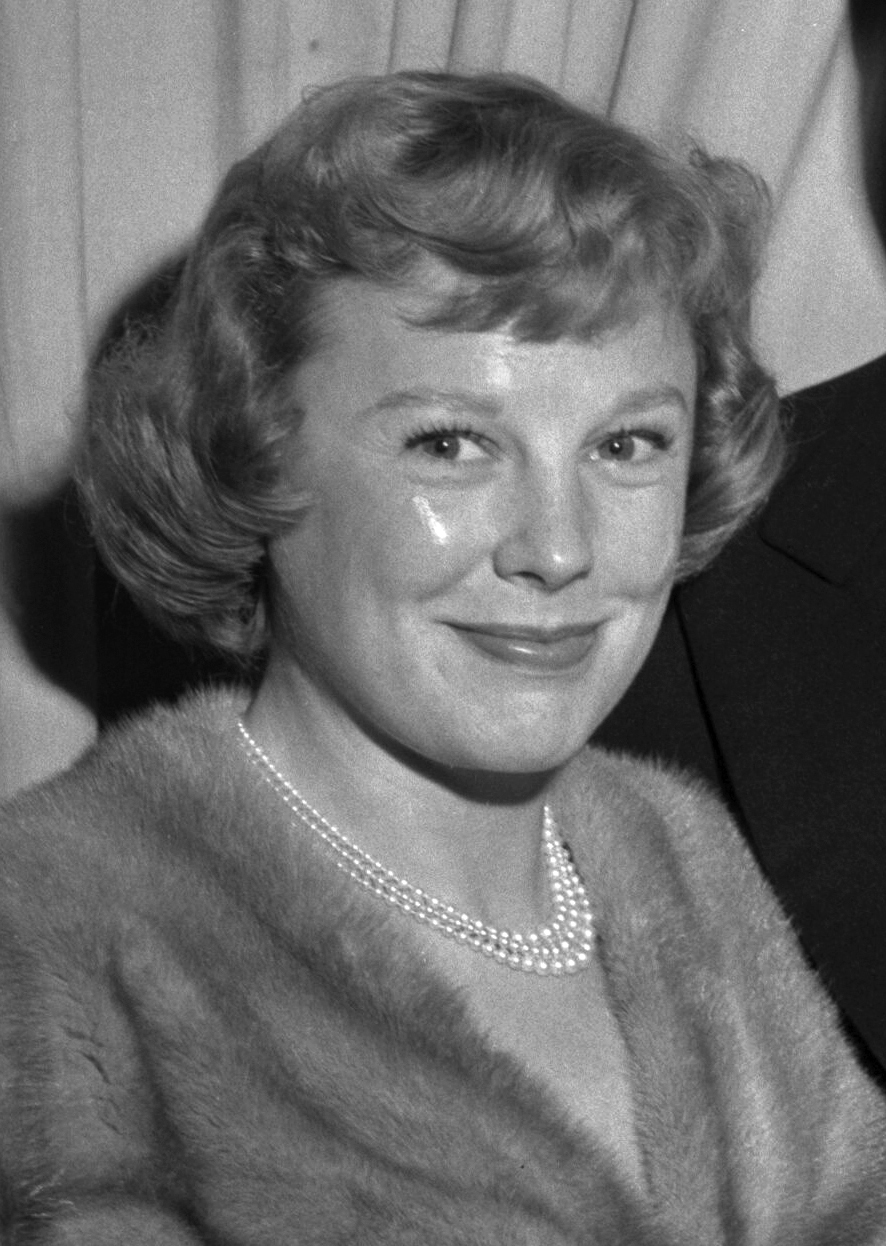
June Allyson (1917–2006)

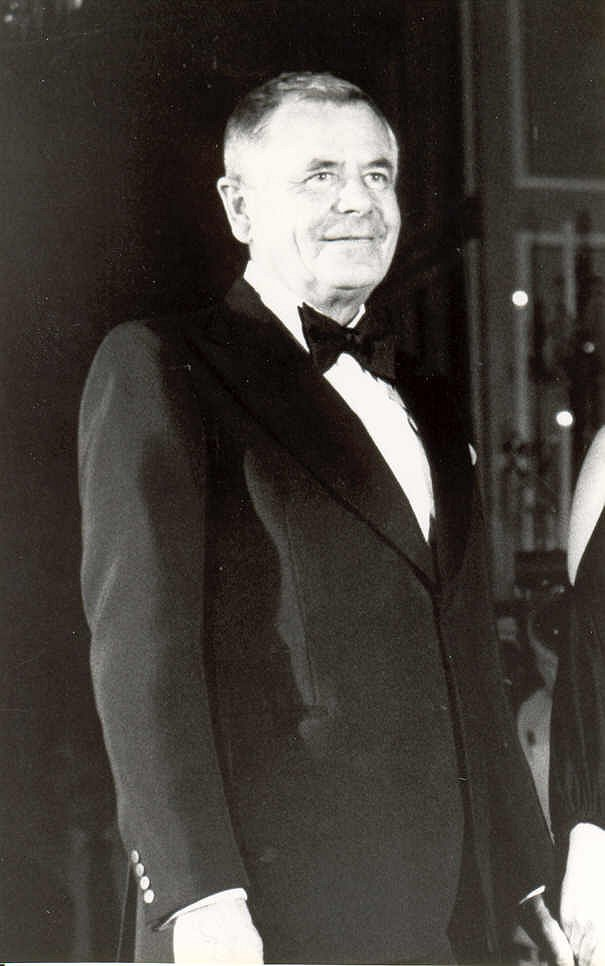
Glenn Ford (1916–2006)

- 05. Juli: Juan Pablo Rebella, uruguayischer Regisseur (* 1974)
- 06. Juli: Kasey Rogers, US-amerikanische Schauspielerin (* 1926)
- 07. Juli: Rudi Carrell, niederländischer Showmaster, Schauspieler und Sänger (* 1934)
- 08. Juli: June Allyson, US-amerikanische Schauspielerin (* 1917)
- 09. Juli: Christian Drake, US-amerikanischer Schauspieler (* 1923)
- 09. Juli: Manning Redwood, US-amerikanischer Schauspieler (* 1929)
- 11. Juli: Barnard Hughes, US-amerikanischer Schauspieler (* 1915)
- 12. Juli: Kurt Kreuger, US-amerikanischer Schauspieler (* 1916)
- 13. Juli: Red Buttons, US-amerikanischer Schauspieler (* 1919)
- 14. Juli: Dragomir Felba, serbischer Schauspieler (* 1921)
- 17. Juli: Tetsurō Tamba, japanischer Schauspieler (* 1922)
- 19. Juli: Jack Warden, US-amerikanischer Schauspieler (* 1920)
- 20. Juli: Robert Cornthwaite, US-amerikanischer Schauspieler (* 1917)
- 20. Juli: Gérard Oury, französischer Regisseur (* 1919)
- 21. Juli: Makoto Iwamatsu, japanischer Schauspieler (* 1933)
- 23. Juli: Franz Josef Gottlieb, österreichischer Regisseur (* 1930)

August
- 04. August: Mike Monty, US-amerikanischer Schauspieler und Drehbuchautor (* 1936)
- 05. August: Sam White, US-amerikanischer Regisseur (* 1906)
- 06. August: Daniel Schmid, schweizerischer Regisseur (* 1941)
- 07. August: Lois January, US-amerikanische Schauspielerin (* 1913)
- 09. August: Jenny Gröllmann, deutsche Schauspielerin (* 1947)
- 14. August: Bruno Kirby, US-amerikanischer Schauspieler (* 1949)
- 20. August: Renate Brausewetter, deutsche Schauspielerin (* 1905)
- 20. August: Giuseppe Moccia, italienischer Drehbuchautor und Regisseur (* 1933)
- 24. August: Viktor Pavlov, russischer Schauspieler (* 1940)
- 25. August: Joseph Stefano, US-amerikanischer Drehbuchautor (* 1922)
- 28. August: Ed Benedict, US-amerikanischer Trickfilmer (* 1912)
- 29. August: Mady Saks, niederländische Regisseurin (* 1941)
- 30. August: Glenn Ford, US-amerikanischer Schauspieler (* 1916)
- 31. August: Dieter O. Holzinger, österreichischer Autor und Regisseur (* 1941)

September
- 04. September: Rémy Belvaux, belgischer Schauspieler und Regisseur (* 1967)
- 04. September: John Conte, US-amerikanischer Schauspieler (* 1915)
- 04. September: Steve Irwin, australischer Dokumentarfilmer (* 1962)
- 07. September: Robert Earl Jones, US-amerikanischer Schauspieler (* 1910)
- 09. September: Gérard Brach, französischer Drehbuchautor (* 1927)
- 09. September: Herbert Rudley, US-amerikanischer Schauspieler (* 1910)
- 11. September: Pat Corley, US-amerikanischer Schauspieler (* 1930)
- 14. September: José Antonio Nieves Conde, spanischer Regisseur (* 1915)
- 14. September: Mickey Hargitay, ungarisch-amerikanischer Schauspieler (* 1926)
- 14. September: Virginia Vale, US-amerikanische Schauspielerin (* 1920)
- 15. September: Ivar Combrinck, deutscher Schauspieler und Synchronsprecher (* 1943)
- 15. September: Wolfgang Wahl, deutscher Schauspieler (* 1925)
- 20. September: Sven Nykvist, schwedischer Kameramann und Regisseur (* 1922)
- 24. September: Sally Gray, englische Schauspielerin (* 1916)

### Oktober bis Dezember
Oktober

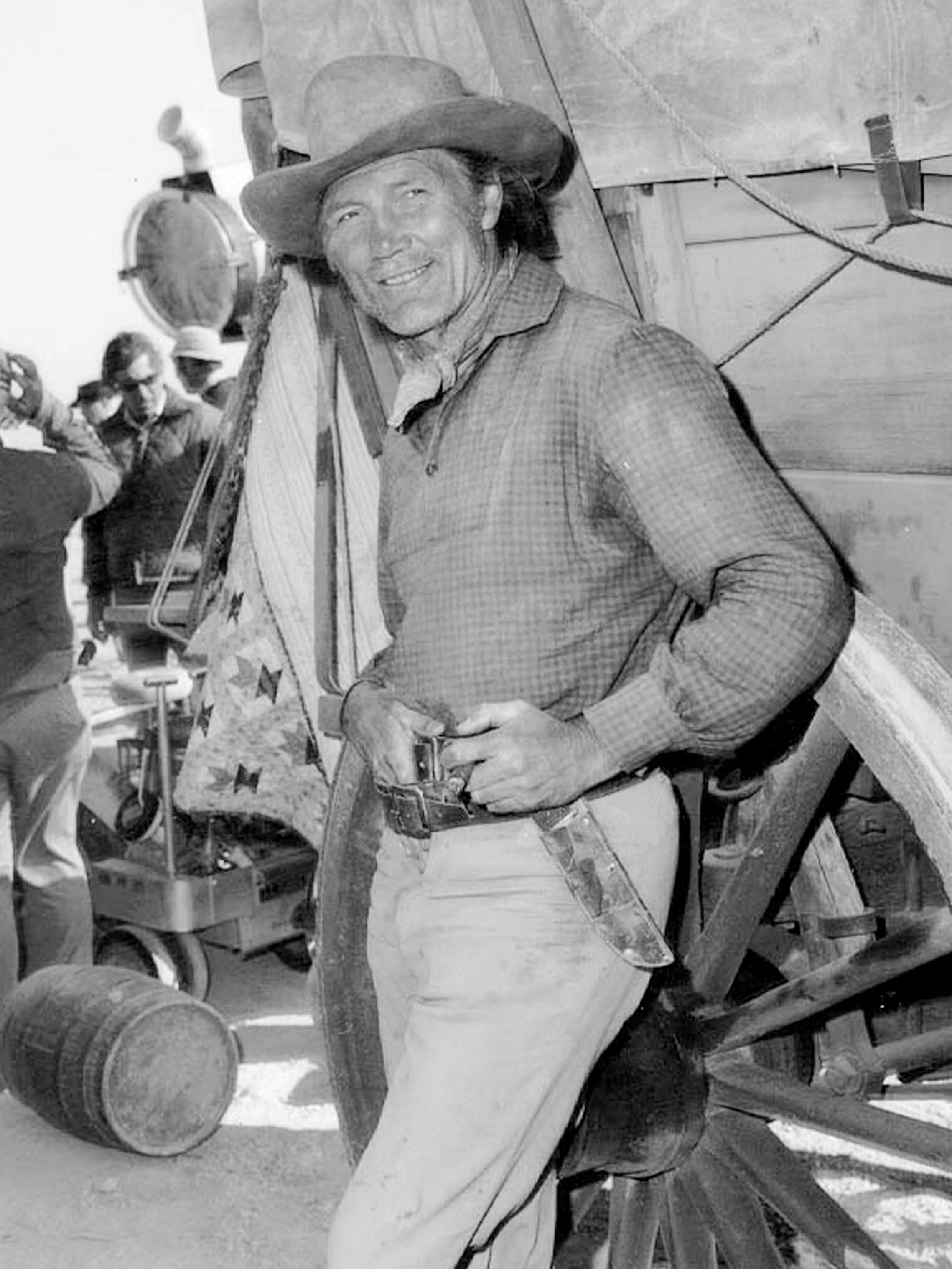
Jack Palance (1919–2006)

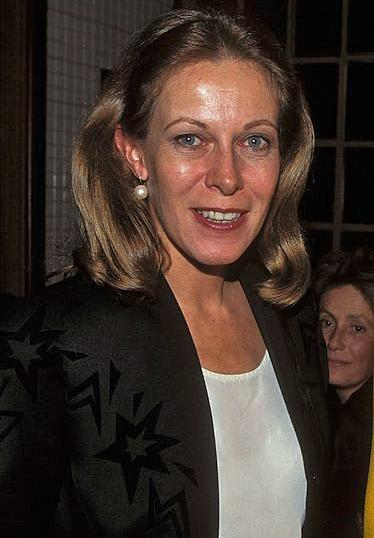
Claude Jade (1948–2006)

- 01. Oktober: Frank Beyer, deutscher Regisseur (* 1932)
- 02. Oktober: Tamara Dobson, US-amerikanische Schauspielerin (* 1947)
- 04. Oktober: Tom Bell, britischer Schauspieler (* 1933)
- 09. Oktober: Danièle Huillet, französische Regisseurin (* 1936)
- 12. Oktober: Gillo Pontecorvo, italienischer Regisseur (* 1919)
- 20. Oktober: Jane Wyatt, US-amerikanische Schauspielerin (* 1910)
- 21. Oktober: Milton Selzer, US-amerikanischer Schauspieler (* 1918)
- 28. Oktober: Tina Aumont, französische Schauspielerin (* 1946)
- 30. Oktober: Aud Schønemann, norwegische Schauspielerin (* 1922)

November
- 01. November: Adrienne Shelly, US-amerikanische Schauspielerin und Regisseurin (* 1966)
- 02. November: Leonard Schrader, US-amerikanischer Regisseur und Produzent (* 1943)
- 08. November: Basil Poledouris, US-amerikanischer Komponist (* 1945)
- 10. November: Jack Palance, US-amerikanischer Schauspieler (* 1919)
- 16. November: John Veale, britischer Komponist (* 1922)
- 16. November: Eustace Lycett, US-amerikanischer Spezialeffektkünstler (* 1914)
- 18. November: Joachim Höppner, deutscher Schauspieler, Regisseur und Synchronsprecher (* 1946)
- 19. November: Francis Girod, französischer Regisseur (* 1944)
- 20. November: Robert Altman, US-amerikanischer Regisseur, Autorenfilmer und Filmproduzent (* 1925)
- 23. November: Betty Comden, US-amerikanische Drehbuchautorin (* 1917)
- 23. November: Philippe Noiret, französischer Schauspieler (* 1930)
- 29. November: Leon Niemczyk, polnischer Schauspieler (* 1922)
- 30. November: Shirley Walker, US-amerikanische Komponistin (* 1945)

Dezember
- 01. Dezember: Claude Jade, französische Schauspielerin (* 1948)
- 11. Dezember: Elisabeth Müller, schweizerische Schauspielerin (* 1926)
- 12. Dezember: Peter Boyle, US-amerikanischer Schauspieler (* 1935)
- 18. Dezember: Joseph Barbera, US-amerikanischer Zeichentrickfilmer (* 1911)
- 19. Dezember: Maj-Britt Nilsson, schwedische Schauspielerin (* 1924)
- 25. Dezember: Dickie Jobson, jamaikanischer  Regisseur und Künstleragent (* 1941)
- 29. Dezember: Aroldo Tieri, italienischer Schauspieler (* 1917)